# MIRV
MIRV(영어: multiple independently targetable reentry vehicle, 다탄두 각개목표설정 재돌입 비행체) 또는 다탄두 탄도미사일은 여러 개의 탄두(일반적으로 핵탄두)를 장착한 대기권 외 탄도 미사일 탑재체로, 각각의 탄두는 다른 표적을 타격할 수 있다. 열핵탄두를 탑재한 대륙간 탄도 미사일과도 연관되며, 핵미사일의 배치 수를 늘리지 않고 공격력을 늘릴 획기적 수단으로 불린다.

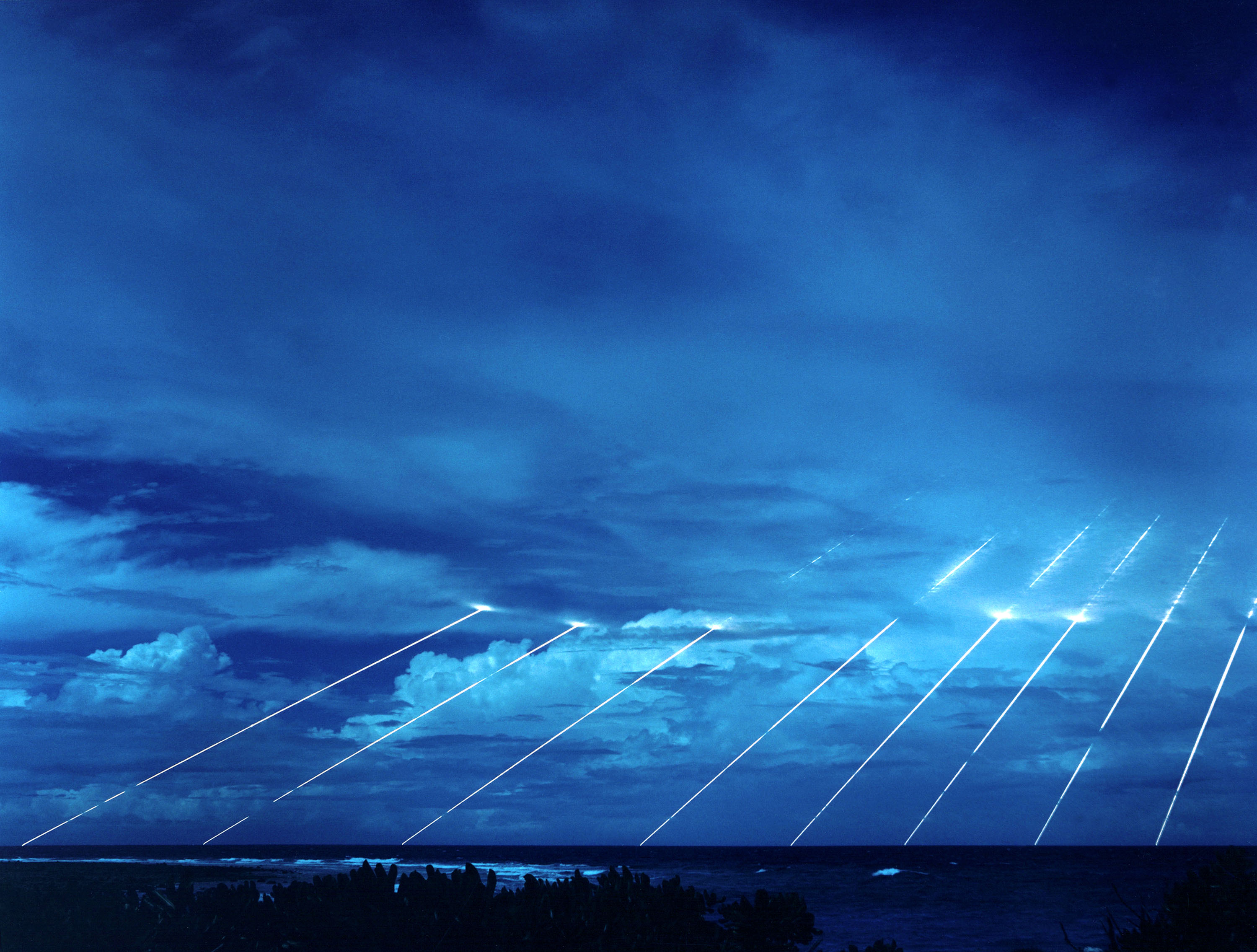
미국의 ICBM인 LGM-118 피스키퍼 발사 실험

탄두는 PBV(Post Boost Vehicle)라는 소형 로켓에 포함되어, RV(Re-entry Vehicle)에 탑재된다.
탄도 미사일의 로켓 추진이 종료되면, 그 다음부터는 적은 연료의 소형 로켓인 PBV에 의해 포물선을 그리듯 탄도 비행을 한다. 따라서 포물선 궤도의 연장선에서 크게 빗나가는 여러 목표지점을 동시에 공격할 수는 없다.
분사 제어의 정확도 문제 때문에, MIRV화 된 탄두의 정확도(CEP)는 커진다. PBV는 버스(Bus)라고도 불린다.
MIRV를 도입하기 위해서는 소형 핵탄두 기술이 필요하며, 현재 MIRV를 배치하고있는 나라는 미국, 러시아, 프랑스, 영국, 중국, 북한, 이란뿐이다.
프랑스는 잠수함 발사 탄도 미사일 (SLBM) 인 M45 미사일에서 MIRV화를 성공했으며, 후속 버전인 M51 미사일을 배치 중이다.
영국은 MIRV화된 SLBM으로 트라이던트 II에 자국에서 제조한 핵탄두를 장착하고 있지만, PBV는 미국산이다.
중국 인민 해방군 제 2 포병 부대는 1970년대 초기부터 MIRV를 연구개발하고 있다. DF-21은 1980년대 후반부터 개발을 진행하고 있다. 2002년에 중거리 탄도 미사일에서 MIRV 실험에 성공한다. 3발의 탄두가 탑재되었다. DF-31A는 DF-31 (사거리 8,000 km)의 사거리 연장형 (사거리 11,000 km)이며, 탄두수는 3 ~ 5 발 / 각각 150 kt급이다. 미국 국방부의 "중국의 군사력 2008"에 따르면, DF-31과 그 개량형의 DF-31A가 이미 실전 배치되었다고 한다.

## 같이 보기
- MaRV